# Балтійська жіноча гандбольна ліга
Балті́йська жіноча гандбольна лі́га (англ. Baltic Women's Handball League) — міжнародне гандбольне змагання серед жіночих клубних команд, засноване в 2012 році, в якому беруть участь гандбольні клуби з трьох країн: Литви, Білорусі та України. З'їздні тури проходять почергово на майданчику кожної з команд окрім переможця минулого сезону, на майданчику якого відбуваються ігри плей-оф.

## Історія
До сезону 2014/15 у Балтійській лізі брало участь 4 команди: «БНТУ-Бєлаз» (Мінськ, Білорусь), «Городнічанка» (Гродно, Білорусь), «Жальгіріс» (Каунас, Литва), та ГК «Гарлява» (Гарлява, Литва). У сезоні 2014/15 до чемпіонату приєднався гандбольний клуб «Гомель» з Білорусі.

### Сезон 2016/2017
У сезоні 2016/2017 брали участь 6 клубів з трьох країн. Вперше до участі приєднався львівський клуб «Галичанка», який у дебютному для себе сезоні Балтійської ліги здобув бронзові медалі. Чемпіоном став гандбольний клуб «Гомель».
Турнірна таблиця
| № | Команда                 | І  | В  | Н | П  | М       | О  |
| - | ----------------------- | -- | -- | - | -- | ------- | -- |
| 1 | ГК «Гомель»             | 25 | 19 | 2 | 4  | 574:448 | 40 |
| 2 | «Галичанка» (Львів)     | 25 | 19 | 2 | 4  | 531:425 | 40 |
| 3 | «БНТУ-Бєлаз» (Мінськ)   | 25 | 17 | 3 | 5  | 593:466 | 37 |
| 4 | «Жальгіріс» (Каунас)    | 25 | 8  | 1 | 16 | 511:567 | 17 |
| 5 | ГК «Гарлява»            | 25 | 6  | 2 | 17 | 485:561 | 14 |
| 6 | «Городнічанка» (Гродно) | 25 | 1  | 0 | 24 | 391:596 | 2  |

Плей-оф
 Чвертьфінал  31 березня 2017 року
- «Галичанка» — «Гомель» — 19:26
- «БНТУ-Бєлаз» — «Городнічанка» — 46:19
- «Гарлява» — «Жальгіріс» — 36:32

 Півфінал  1 квітня 2017 року
- «Жальгіріс» — «Городнічанка» — 35:29
- «БНТУ-Бєлаз» — «Галичанка» — 33:30
- «Гомель» — «Гарлява» — 30:19

 Фінал  2 квітня 2017 року
- Матч за 5-е місце: «Городнічанка» — «Жальгіріс» — 34:32
- Матч за 3-е місце: «Галичанка» — «Гарлява» — 27:19
- Матч за 1-е місце: «Гомель» — «БНТУ-Бєлаз» — 32:25

### Сезон 2017/2018
У сезоні 2018/2018 беруть участь 5 клубів з трьох країн: «Галичанка» (Львів, Україна), «Городнічанка» (Гродно, Білорусь), «Жальгіріс» (Каунас, Литва), та ГК «Гарлява» (Гарлява, Литва). Клуб «Гомель», який не прибув на перший з'їздний тур чемпіонату, що відбувся в литовському місті Каунас 27-29 жовтня 2017 року зіграє пропущені матчі в наступних турах. Другий тур відбувся з 12 по 14 січня 2018 року в місті Гродно, Білорусь.
Третій тур пройшов з 2 по 4 березня 2018 року на майданчику гандбольного клубу «Гомель», в ньому не брала участь команда «Гарлява» через хворобу багатьох гравців. Вона зіграє пропущені матчі в наступному турі на домашньому майданчику.
Четвертий тур пройшов з 19 по 21 квітня 2018 року на майданчику гандбольного клубу «Гарлява». У ньому взяли участь всі п'ять команд-учасниць. Лідирувати продовжує львівська «Галичанка», яка на два очки випереджає минулорічного чемпіона — ГК «Гомель». 
Заключний тур Балтійської ліги 2017/2018 за системою плей-оф мав відбутись у Львові, але було вирішено завершити чемпіонат і визначити призерів чемпіонату за підсумками чотирьох турів. Пернможцем Балтійської ліги 2017/2018 стала львівська «Галичанка», ГК «Гомель» та каунаський «Жальгіріс» завоювали срібні та бронзові відзнаки чемпіонату відповідно.. 
Турнірна таблиця
| № | Команда                 | І  | В  | Н | П  | М       | О  |
| - | ----------------------- | -- | -- | - | -- | ------- | -- |
|   | «Галичанка» (Львів)     | 15 | 13 | 0 | 2  | 372:272 | 26 |
|   | ГК «Гомель»             | 15 | 12 | 0 | 3  | 430:292 | 24 |
|   | «Жальгіріс» (Каунас)    | 13 | 6  | 0 | 7  | 310:323 | 12 |
| 4 | ГК «Гарлява»            | 12 | 4  | 0 | 8  | 271:311 | 8  |
| 5 | «Городнічанка» (Гродно) | 15 | 0  | 0 | 15 | 278:449 | 0  |

Після закінчення четвертого туру.

### Сезон 2019/2020
У сезоні 2019/2020 беруть участь 6 клубів з трьох країн: «Галичанка» (Львів, Україна), «БНТУ-Бєлаз» (Мінськ, Білорусь), «Городнічанка» (Гродно, Білорусь), «Жальгіріс» (Каунас, Литва), ГК «Гарлява» (Гарлява, Литва) та «Еґле» (Вільнюс, Литва). Складається він з трьох турів: в Каунасі, Львові та Гарляві. Кожна команда повинна зіграти з кожним суперником по дві гри за сезон.
Перший тур пройшов з 29 листопада по 1 грудня 2019 року на майданчику гандбольного клубу «Жальгіріс». Львівська команда «Галичанка» перемогла в усіх трьох зіграних матчах. Другий з'їздний тур пройшов у Львові 16-19 січня 2020 року.
Заключний тур пройшов з 12 по 14 березня 2020 року в місті Гарлява (Литва), де і визначились призери чемпіонату. Чемпіоном стала львівська «Галичанка», яка в десяти іграх сезону здобула 9 перемог та зіграла внічию зі срібними призерами — мінським «БНТУ-Бєлаз». 
Турнірна таблиця
| № | Команда                 | І  | В | Н | П | М       | О  |
| - | ----------------------- | -- | - | - | - | ------- | -- |
|   | «Галичанка» (Львів)     | 10 | 9 | 1 | 0 | 301:220 | 19 |
|   | «БНТУ-Бєлаз» (Мінськ)   | 10 | 7 | 1 | 2 | 354:273 | 11 |
|   | ГК «Гарлява»            | 10 | 4 | 0 | 6 | 299:310 | 8  |
| 4 | «Жальгіріс» (Каунас)    | 10 | 4 | 0 | 6 | 302:302 | 6  |
| 5 | «Еґле» (Вільнюс)        | 10 | 3 | 0 | 7 | 272:335 | 6  |
| 6 | «Городнічанка» (Гродно) | 10 | 2 | 0 | 8 | 281:346 | 4  |

## Переможці
| Сезон     | Чемпіон               | 2-е місце               | 3-е місце               |
| --------- | --------------------- | ----------------------- | ----------------------- |
| 2012—2013 | «БНТУ-Бєлаз» (Мінськ) | «Городнічанка» (Гродно) | «Жальгіріс» (Каунас)    |
| 2013—2014 | «БНТУ-Бєлаз» (Мінськ) | «Жальгіріс» (Каунас)    | «Городнічанка» (Гродно) |
| 2014—2015 | «БНТУ-Бєлаз» (Мінськ) | «Гомель» (Гомель)       | «Жальгіріс» (Каунас)    |
| 2015—2016 | «Гомель» (Гомель)     | '«БНТУ-Бєлаз» (Мінськ)  | «Гарлява» (Гарлява)     |
| 2016—2017 | «Гомель» (Гомель)     | «БНТУ-Бєлаз» (Мінськ)   | «Галичанка» (Львів)     |
| 2017—2018 | «Галичанка» (Львів)   | «Гомель» (Гомель)       | «Жальгіріс» (Каунас)    |
| 2018—2019 | «Еґле» (Вільнюс)      | «Жальгіріс» (Каунас)    | «Городнічанка» (Гродно) |
| 2019—2020 | «Галичанка» (Львів)   | «БНТУ-Бєлаз» (Мінськ)   | «Гарлява» (Гарлява)     |